# Ruspolia nitidula
Ruspolia nitidula là một loài động vật thuộc phân họ Conocephalinae trong họ Tettigoniidae. Loài này được tìm thấy khắp châu Âu, châu Phi, và Cổ Bắc giới của châu Á.

## Mô tả
Loài này có màu xanh lá cây, lớn và mảnh mai với đầu hình nón. Đỉnh của đầu có các dải màu kem đi qua nó và mắt. Kích thước của nó dao động từ 32–60 mm (1,3–2,4 in). Chúng của cả hai giới mở rộng hơn bụng. Họ có thể tạo ra âm thanh ù ù.

## Môi trường sống
Là loài bản địa trung và nam châu Âu, nơi có thể được tìm thấy trên các bờ sông và các khu vực ẩm ướt khác có cỏ dài. Nó hiếm khi được tìm thấy ở miền nam nước Anh và đã đến khu vực này thông qua một đợt nhập khẩu tình cờ. Các loài có thể được tìm thấy từ tháng Bảy đến tháng Mười. Loài này cũng là loài bản địa châu Phi và khu vực Cổ Bắc giới của châu Á.

## Khả năng ăn được
Loài này thường được người ta ăn ở Uganda và việc bán chúng mang lại thu nhập lớn. giá trên mỗi đơn vị trọng lượng định kỳ cao hơn thịt bò ở các thị trường ở Uganda. Trong những năm 1990, giá cà phê giảm, dẫn đến mất thu nhập chính của nhiều công dân. Giá của những con dế này đã giúp lấy lại thu nhập trong thập kỷ đó, nhưng dế có thời hạn sử dụng ngắn và sẽ cắn khi lấy ra khỏi kho. It is also commonly eaten by many East African tribes.
Một nghiên cứu năm 2016 bởi Food Science & Nutrition kết luận rằng dế được coi là bổ dưỡng và xào chúng dẫn đến mùi thơm và hương vị tốt hơn. Ở Uganda, chúng được nấu bằng cách xào, chiên sâu hoặc luộc và sau đó chúng được sấy khô. Con dế được ăn ở nhà hoặc thương mại trong các thị trấn như Kampala và Masaka.